# Kamel Mosaoud
Kamel Mosaoud   (Egipte, 2 d'agost de 1914 - valor desconegut, valor desconegut) fou un futbolista egipci de la dècada de 1930.
Fou internacional amb la selecció d'Egipte amb la qual participà en la Copa del Món de futbol de 1934. He also played for the Egyptian team Al Ahly.
Pel que fa a clubs, destacà a Al Ahly.